# 上海民族党

上海民族党が提唱した上海共和国国旗図案。

上海民族党（シャンハイみんぞくとう、英語: Shanghai National Party）は、上海独立を主張する政党である。アメリカのニューヨークで結成された。成立したのは2018年7月18日。在米上海人の何岸泉が結成した。
上海独立運動は、滬独とも呼ばれる。劉仲敬の諸夏主義の考え方の影響を受けた。

## 主張
上海独立し、大一統（大中華主義）に反対し、上海人が上海を統治し、全面的な西洋化を主張する。
大中華主義を何岸泉は批判しており、「中国崩壊」後の未来として、チベット人がダライ・ラマを迎え入れ、チベットの宗教的・文化的伝統を回復し、ウィグル人が数百万の強制収容所から解放されて国を建国し、中国のアジア近隣諸国が中国の脅威から解放され、香港人や上海人などが独立の願望を実現することを希望すると述べている。
米国を拠点とする中国の漫画家王立銘は、独立の概念を強調し、多くの伝統的な古い狭い反共を否定した。より多くの中国人に大一統を放棄させなければならないため、海外での中国民主化運動よりも困難である述べた。

## 有名活動家
有名政治漫画家として知られる王立銘も上海民族党に加盟し、以下のように主張した。『反共は只の第一歩である。中共の存在する土壌である中国という偽概念を排除することが必要だ。私達は中共の敵であるだけでなく、中国人を自認する全ての人の敵となる。独立運動は非常に困難だ。中国人が中国と言う殻を抜け出さなければならない。』

## 活動
2018年8月10日には、北米最大の中国語新聞である世界日報に、上海独立の主張と上海民族党の設立を示す広告を出した。ここでは中国を沈む船に見立て、上海という救命ボートが脱出する絵が掲載された。
2020年7月、何岸泉は中国に対する民主化運動、反共組織一覧をまとめ、上海民族党以外は独立を主張していないとした。

## 影響
- 2018年8月中国系アメリカ人の胡誠宜は上海民族党に加盟したことで、上海に戻るため中国に入国後に中国共産党に拘束され「精神的に病んでいる」と報じられ、電気ショックで拷問されたという[6]。
- 2018年11月23日何岸泉は台湾を訪問し、台湾国際放送の取材を受け台湾の民主主義を称賛したうえで台湾は中国大陸から分割・分離したからこそ民主化を実現する機会を得たと語った[7]。